# Oligia sodalis
Oligia sodalis là một loài bướm đêm trong họ Noctuidae.